# چناروئیه (راور)
چناروئیه غرب کوهساران (راور)، روستایی از توابع بخش کوهساران شهرستان راور در استان کرمان ایران است.این روستا نقطه اتصال سه شهرستان زرند کرمان وراور می باشد جزء چند روستای مرتفع بخش کوهساران می باشد دارای آب وهوای سرد وتابستان معتدل می باشد بدلیل سردسیر بودن روستا درختان گردو بادام گیلاس سیب زردالو هلو آلبالو وسایر درختان سردسیری محصولات کشاورزی میباشند

## جمعیت
این روستا در دهستان هروز قرار دارد و براساس سرشماری مرکز آمار ایران در سال ۱۳۸۵، جمعیت آن ۹۳ نفر (۲۴خانوار) بوده‌است.این روستا درسال1398درسرشماری مجدد با 57خانوارو185نفردر غرب کوهساران وشهر هجدک نقطه اتصال سه شهرستان زرند کرمان وراور می باشد اکثر فامیل های این روستا عبارت هستند از:چناریان.شفعیی.نیک نفس.نخعی.افراد مشهور این روستا سردار چناریان و سردار نخعی